# NGC 620
NGC 620 est une galaxie spirale située dans la constellation d'Andromède. NGC 620 a été découverte par l'astronome français Édouard Stephan en 1871.

## Caractéristiques
Sa vitesse par rapport au fond diffus cosmologique est de 2 257 ± 18 km/s, ce qui correspond à une distance de Hubble de 33,3 ± 2,4 Mpc (∼109 millions d'al).
Le professeur Seligman et HyperLeda (Scd) classe cette galaxie comme spirale et l'image du relevé Pan-STARRS semble leur donner raison.
NGC 620 présente une large raie HI.